# Турков, Николай Яковлевич
Николай Яковлевич Турков (22 мая 1913, Оренбург — 6 августа 1987, Евпатория) — советский лётчик разведывательной авиации Военно-Морского флота, участник Великой Отечественной войны, Герой Советского Союза (22.07.1944). Полковник (17.12.1952).

## Биография
Родился 22 мая 1913 года в городе Оренбурге в семье служащего. Мордвин. В 1926 году переехал в Орск, где окончил среднюю школу. Работал учителем в селе Колпакском Орского района. С 1931 года работал электромонтёром на заводах в Средневолжском крае (ныне Самарская область). В 1936 году уехал в Москву, где в 1938 году окончил 3 курса Московского мукомольно-элеваторного техникума, а также аэроклуб.
В Военно-Морском Флоте с ноябре 1938 года. Член ВКП(б) с 1939 года. В 1939 году окончил Военно-морское авиационное училище имени С. А. Леваневского в городе Николаев. Направлен на службу в состав ВВС Северного флота, где служил в 49-й отдельной авиационной эскадрилье, летал на гидросамолёте МБР-2.
Участник Великой Отечественной войны с июня 1941 года. Вскоре его эскадрилья была переподчинена Беломорской военной флотилии. Выполнял боевые задания по разведке вражеских надводных кораблей и подводных лодок в Баренцевом и Белом морях.
После расформирования эскадрилью Н. Турков переучился на самолёт Пе-2 и в январе 1943 года зачислен в 118-й разведывательный авиационный полк ВВС Северного флота. Здесь выполнял боевые задания по разведке военно-морских баз в Норвегии, на сброс грузов диверсионным и разведывательным группам на территории Северной Финляндии, на поиск немецких кораблей и конвоев. В его задачи также входило фотографирование военно-морских баз и аэродромов противника после налета советской ударной авиации. Всего в море обнаружил 299 кораблей, транспортов и вспомогательных судов противника. В марте 1944 года назначен командиром эскадрильи.
Командир эскадрильи 118-го отдельного разведывательного авиаполка ВВС Северного флота капитан Турков Н. Я. к июню 1944 года совершил 195 боевых вылетов на разведку кораблей и военно-морских баз противника в Баренцевом море и Северной Норвегии.
Указом Президиума Верховного Совета СССР от 22 июля 1944 года за образцовое выполнение заданий командования на фронте борьбы с немецкими захватчиками и проявленные при этом отвагу и геройство капитану Туркову Николаю Яковлевичу присвоено звание Героя Советского Союза с вручением ордена Ленина и медали «Золотая Звезда».
Боевой путь выдающегося лётчика-разведчика завершился участием в Петсамо-Киркенесской наступательной операции в октябре 1944 года, после которой активные боевые действия в Заполярье практически прекратились. Всего в годы войны выполнил 250 боевых вылетов.
После Победы служил в том же полку до июля 1946 года, когда его направили учиться в академию. В 1949 году окончил Военно-морскую академию. В 1949 года служил в ВВС Черноморского флота: командир 569-го дальнебомбардировочного авиационного полка, командир 1676-го минно-торпедного авиационного полка, заместитель командира 2-й гвардейской минно-торпедной авиационной дивизии, начальник штаба 16-го военно-морского авиационного училища (г. Камышин, Волгоградская область). В июле 1956 года училище было переведёно из ВМФ СССР в ВВС СССР, а в декабре того же 1956 года полковник Турков Н. Я. уволен в запас.
Жил в городе Евпатория Крымской области Украинской ССР, где и скончался 6 августа 1987 года. Похоронен на Евпаторийском гражданском кладбище.

## Награды
- Герой Советского Союза (22.07.1944)[4]
- Орден Ленина (22.07.1944)
- Два ордена Красного Знамени (3.07.1943, 16.03.1944)
- Два ордена Отечественной войны 1-й степени (11.03.1985)[5]
- Два ордена Красной Звезды (15.04.1942, 30.12.1956)
- Медаль «За отвагу» (22.02.1943)
- Медаль «За боевые заслуги» (20.06.1949)
- Медаль «За оборону Советского Заполярья»
- Ряд других медалей

## Память
- Бюст Н. Я. Туркова в числе 6-и лётчиков-североморцев, удостоенных звания Героя Советского Союза, установлен на Аллее героев-авиаторов, открытой 14 августа 1982 года на улице Панина в посёлке Сафоново-1 ЗАТО город Североморск Мурманской области.
- В Евпатории, на доме где жил Герой, установлена мемориальная доска.
- Почётный гражданин города Евпатория.
- В Евпатории именем Героя названа улица.